# 마리에테 한손
마리에테 한손(Mariette Hansson, 1983년 1월 23일 ~ )은 스웨덴의 싱어송라이터이다.